# Jean Arrous
Jean, Joseph Arrous (Perpinyà, Rosselló, 7 de novembre de 1876 - Montpeller, Erau, 26 de febrer de 1936) va ser un metge, periodista i polític nord-català.
Després de brillants estudis de medicina amb nombrosos premis, Jean Arrous va obtenir el seu doctorat de medicina el 1900 a Montpeller. S'instal·la a Mosset. De tendència radical-socialista, va participar en les eleccions cantonales de 1905 pel cantó de Sallagosa, però no és elegit. Participà llavors en la creació d'un diari per donar suport a les seves idees polítiques: La Montagne. Amb el suport d'aquest periòdic, va ser escollit regidor general del municipi de Prada el 1908 durant una elecció parcial (reelegit el 1913 i el 1919). El mateix any, és elegit alcalde de Prades i es casa.
El periòdic La Montagne li serveix de plataforma i n'esdevé director el 1912, quan la seva candidatura municipal és derrotada. Va romandre com a regidor municipal en l'oposició abans d'esdevenir alcalde novament en 1922. Va romandre fins a 1924 i va elaborar projectes com l'arribada d'aigua potable i escoles primàries. Va ser derrotat diverses vegades en les eleccions nacionals (senatorials i legislatives). Fou ferit en la Primera Guerra Mundial, raó per la qual va rebre nombroses condecoracions com a metge i com a soldat.